# Henry Enfield Roscoe
Henry Enfield Roscoe (Londres, 7 de janeiro de 1833 — 18 de dezembro de 1915) foi um químico inglês.

## Carreira
Depois de estudar na escola secundária em Liverpool e a universidade em Londres, foi para Heidelberg trabalhar com Robert Bunsen, de que foi amigo por toda a vida. Em 1857 foi apontado para ocupar a cátedra de química na Faculdade de Owens, Manchester, onde permaneceu durante trinta anos. Serviu em diversas comissões reais para responder perguntas educacionais. De 1896 a 1902 foi vice-chanceler da Universidade de Londres.

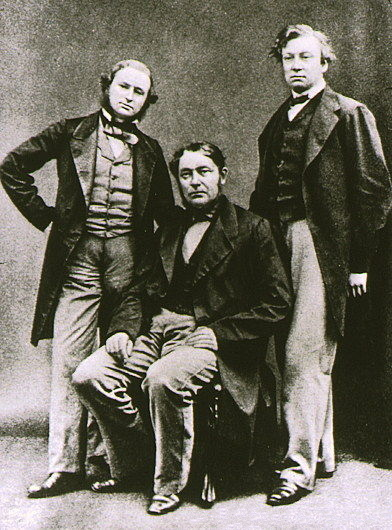
Gustav Kirchhoff, Robert Bunsen e Roscoe (1862)

Seu trabalho científico inclui uma série memorável de pesquisas realizadas com Bunsen entre 1855 e 1862, estabelecendo os fundamentos da fotoquímica. Em 1867 iniciou uma investigação elaborada do vanádio e seus compostos, idealizando um processo para prepará-lo puro no estado metálico. Foi também autor de pesquisas sobre o nióbio, tungstênio, urânio, ácido perclórico, solubilidade da amônia, e outras. Suas publicações incluem além de diversos livros didáticos de química que tiveram uma grande circulação e traduções em várias línguas estrangeiras, ainda, publicações como Lectures on Spectrum Analysis (1869); Treatise on Chemistry (1877-1892); A New View of Daltons Atomic Theory, com o Dr Arthur Harden (1896); e uma autobiografia (1906). O Treatise on Chemistry foi escrito com a colaboração de Carl Schorlemmer (1834-1892), seu assistente, foi considerado por muito tempo como um trabalho padrão.

## Publicações
As publicações de Roscoe incluem, além de vários livros elementares sobre química que tiveram ampla circulação e foram traduzidos para muitas línguas estrangeiras, Lectures on Spectrum Analysis (1869); um Tratado de Química (cuja primeira edição apareceu em 1877-1892); Uma Nova Visão da Teoria Atômica de Dalton, com o Dr. Arthur Harden (1896); e uma autobiografia (1906). O Tratado de Química, escrito em colaboração com Carl Schorlemmer (1834-1892), que foi nomeado seu assistente particular em Manchester em 1859, assistente oficial no laboratório em 1861 e professor de química orgânica em 1874, foi por muito tempo considerado um trabalho padrão.  As Lições de Química Elementar de Roscoe (1866) passaram por muitas edições no Reino Unido e no exterior.
- Roscoe, Henry (1876). Chemistry. New York: Appleton. Henry Enfield Roscoe.
- Roscoe, Henry (1878). Spectrum Analysis. London: Macmillan. Henry Enfield Roscoe.
- Roscoe, Henry (1882). Kurzes Lehrbuch der Chemie. Braunsschweig: Vieweg
- Roscoe, Henry (1895). John Dalton and the Rise of Modern Chemistry. New York: Macmillan. p. 198. charles babbage.
- Roscoe, Henry (1906). The Life and Experiences of Sir Henry Enfield Roscoe. London: Macmillan. The Life & Experiences of Sir Henry Enfield Roscoe.